# Fresno de Rodilla
Fresno de Rodilla település Spanyolországban, Burgos tartományban. Fresno de Rodilla Atapuerca, Quintanapalla, Monasterio de Rodilla, Santa María del Invierno és Barrios de Colina községekkel határos. Lakosainak száma 49 fő (2024).

## Népesség
A település népessége az utóbbi években az alábbiak szerint változott:
| Lakosok száma | 51   | 46   | 44   | 47   | 48   | 49   | 48   | 44   | 46   | 49   |
|               | 2001 | 2004 | 2006 | 2009 | 2011 | 2014 | 2016 | 2019 | 2021 | 2024 |